# Furikake
Furikake (japanisch ふりかけ, auch 振(り)掛(け)) ist traditionell eine japanische Gewürzmischung, die hauptsächlich auf gekochten Reis gestreut (furu) werden und ihn bedecken (kakeru). In jüngerer Zeit werden sie auch für verschiedene Gerichte wie Fisch, Gemüse oder Salate verwendet. Daneben werden sie auch gern – innerhalb und außerhalb Japan – als Garnierung (Topping) auf Gerichte wie auf Nudeln, Pasta, verschiedene Imbisse – z. B. auf Onigiri, Popcorn – oder andere Lebensmittel gestreut.
Furikake bestehen in der Regel aus Katsuobushi, ein getrockneter und geriebener Fisch, auf der Packung bisweilen als Bonito bezeichnet, weißem Sesam, Sojasoße, Seetang (z. B. Nori), Zucker, Salz und Mononatriumglutamat. Zusätzlich sind mitunter andere würzige Bestandteile wie Lachs, Shiso (Perilla), Eier, Gemüse – z. B. Daikonblätter – usw. enthalten. Bei Spezialmischung können beispielsweise auch Chilipulver, Chiliöl, Knoblauch, Sanshō-Pfeffer, zerkleinerte Nüsse o. Ä. enthalten. Die Gewürzmischung ist oft leuchtend gefärbt und flockig. Außerhalb von Japan wird Furikake meist dort verkauft, wo auch Katsuobushi zu finden ist.

## Fußnote
1. ↑  
Sanshō-Pfeffer (japanisch 山椒 sanshō) ist die japanische Bezeichnung für den Szechuanpfeffer (Zanthoxylum piperitum).